# Безумие (фильм, 1968)
«Безу́мие» (эст. Hullumeelsus) — советский художественный фильм, снятый режиссёром Кальё Кийском на киностудии «Таллинфильм» в 1968 году.

## Сюжет
Подходит к концу Вторая мировая война. Эсэсовцы продумывают операцию по уничтожению пациентов в загородном доме для сумасшедших. Главврач знал о приближении советских войск, поэтому он придумывает историю об английском шпионе, который якобы скрывается среди пациентов. В клинику прибывает штурмбанфюрер СС Виндиш для проведения расследования и временно отменяет приказ о расстреле. Под видом врача Виндиш знакомится с персоналом. От общения с больными людьми гестаповец сам становится недалёк от помешательства.

## В главных ролях
- Юри Ярвет — Виндиш
- Вацловас Бледис — человек №1
- Валерий Носик — редактор
- Бронюс Бабкаускас — Вилли
- Вольдемар Пансо — главврач
- Маре Гаршнек — София
- Виктор Плют — Крон
- Харий Лиепиньш — лейтенант
- Эльвира Жебертавичюте — сестра Люсия

## Награды и премии
- 1969 — Кинофестиваль стран Балтии и Беларуси — Юри Ярвет — лучший актёр года, Халья Клаар — лучшая работа художника-постановщика художественного фильма[1]

## Премьеры
- Февраль 1969 — Таллин, Эстонская ССР
- 9 января 1987 — Москва, СССР[1]